# Marita Ulvskog

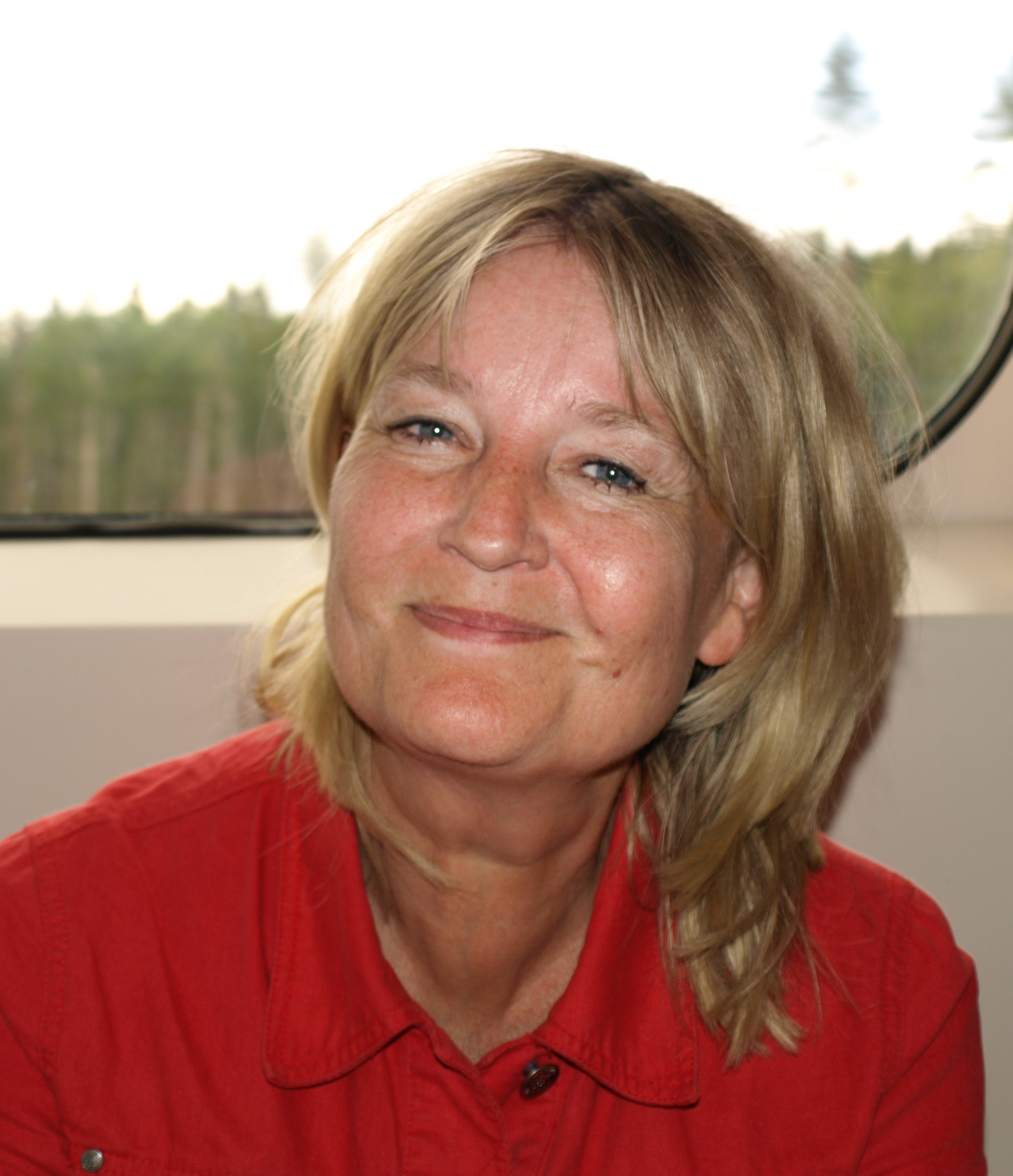
Marita Ulvskog (2009)

Marita Ulvskog (* 4. September 1951 in Luleå) ist eine schwedische Politikerin der Sozialdemokratischen Arbeiterpartei (SAP).
Ulvskog studierte an der Hochschule für Journalismus in Stockholm und war nach erfolgreichem Abschluss als Reporterin und Journalistin tätig, darunter auch für einige Zeitungen und das Lokalradio. Von 1990 bis 1994 war sie Chefredakteurin und verantwortliche Herausgeberin der in Falun erscheinenden Zeitung Dala-Demokraten. In dieser Zeit war sie von 1982 bis 1990 als Pressesekretärin und politische Beraterin von Ingvar Carlsson tätig, der später zum Premierminister aufstieg. Dieser ernannte Ulvskog 1994 zur Ministerin für den öffentlichen Dienst, 1996 wurde sie unter Göran Persson Kulturministerin; dieses Amt übte sie bis 2004 aus. Danach wurde sie Parteisekretärin der SAP. Von 1998 bis 2009 gehörte sie zudem dem Riksdag an. 2009 wechselte sie in das Europäische Parlament, dem sie bis 2019 angehörte. Dort war sie von 2009 bis 2012 stellvertretende Vorsitzende der Fraktion der Progressiven Allianz der Sozialdemokraten. Von 2017 bis 2019 war sie stellvertretende Vorsitzende der Sozialdemokratischen Partei Europas.